# محمد انور افضل
محمد انور افضل (انگلیسی: Mohammad Anwar Afzal؛ زادهٔ ۱۹۲۶) بازیکن فوتبال اهل افغانستان است.
وی به همراه  تیم ملی فوتبال افغانستان در بازی‌های المپیک تابستانی ۱۹۴۸ شرکت کرده است.